# Emerse Faé
Émerse Faé (Nantes, 24 gennaio 1984) è un allenatore di calcio ed ex calciatore ivoriano con cittadinanza francese, di ruolo centrocampista, attuale commissario tecnico della nazionale ivoriana.
Nel ruolo di commissario tecnico della nazionale ivoriana, ha vinto la Coppa d'Africa 2023 giocata in casa.

## Carriera

### Club
Faé cominciò la sua carriera professionistica nel 2003, giocando per la squadra della città dove è nato, il Nantes. Rimase al club per quattro stagioni, tutte in Ligue 1. Alla fine della stagione 2006-2007 il Nantes retrocedette in Ligue 2 e Faé venne messo sul mercato.
Ad assicurarsi le sue prestazioni fu il club inglese del Reading, che il 2 agosto 2007 lo comprò dai francesi per £ 2 milioni, facendogli firmare un contratto di tre anni più uno opzionale. Il presidente John Madejski lo accolse così: «Questa è una firma molto importante e sono felicissimo di accogliere Emerse al Reading Football Club». Gli venne assegnata la maglia numero 20 e fece il suo debutto nella Premier League il 25 agosto 2007, nell'incontro contro il Bolton Wanderers.
In seguito a delle analisi del sangue, il 1º marzo 2008 venne trovato infetto dalla malaria. Il giocatore si era sentito male poco prima della gara contro il Middlesbrough del 29 febbraio, ed era tornato subito a casa, dove gli era stata diagnosticata la malattia. Secondo il referto del medico Jon Fearn, il virus era rimasto dormiente, dopo il ritorno di Faé dalla Coppa d'Africa 2008, e si era manifestato soltanto due settimane dopo.
Dall'estate 2008 al 2012 ha giocato di nuovo in Ligue 1 con la maglia del Nizza.

### Nazionale
Da giovane, Faé vestì le divise della Nazionale francese Under-17, vincendo nel 2001 il Mondiale Under-17 disputato in Trinidad e Tobago, e di quella Under-21.
Nonostante ciò, in seguito ad un mutamento delle regole FIFA relative alle convocazioni nelle squadre nazionali, nel 2005 Faé, figlio di ivoriani, poté scendere in campo con la selezione della Costa d'Avorio. Venne così convocato per giocare le partite del campionato del mondo 2006.
Venne convocato anche per la Coppa d'Africa 2008, svoltasi in Ghana. La manifestazione si è conclusa con il quarto posto per gli Elephants di Faé.

## Statistiche

### Statistiche da allenatore

#### Nazionale ivoriana
Statistiche aggiornate all'11 febbraio 2024.
| Squadra        | Naz                       | dal             | al       | Record | Record | Record | Record     | Record | Record | Record | Record |
| G              | V                         | N               | P        | GF     | GS     | DR     | % Vittorie |        |        |        |        |
| -------------- | ------------------------- | --------------- | -------- | ------ | ------ | ------ | ---------- | ------ | ------ | ------ | ------ |
| Costa d'Avorio | Costa d'Avorio (bandiera) | 25 gennaio 2024 | in corso | 12     | 8      | 3      | 1          | 19     | 8      | +11    | 66,67  |

#### Nazionale ivoriana nel dettaglio
| gen.-feb. 2024        | Costa d'Avorio        | Coppa d'Africa 2023       | Sub., Vincitore       | 4  | 3 | 1 | 0 | 75,00   | 6  | 3 | +3  |
| 2024                  | Costa d'Avorio        | Qual. Mondiali 2026       | Sub                   | 1  | 1 | 1 | 0 | 100,00& | 1  | 0 | +1  |
| set.-nov. 2024        | Costa d'Avorio        | Qual. Coppa d'Africa 2025 | nel gruppo G          | 4  | 3 | 0 | 1 | 75,00   | 8  | 2 | +6  |
| Dal 2023              | Costa d'Avorio        | Amichevoli                |                       | 2  | 1 | 1 | 0 | 50,00   | 4  | 3 | +1  |
| Totale Costa d'Avorio | Totale Costa d'Avorio | Totale Costa d'Avorio     | Totale Costa d'Avorio | 12 | 8 | 3 | 1 | 66,67   | 19 | 8 | +11 |

#### Panchine da commissario tecnico della nazionale ivoriana
| Cronologia completa delle presenze e delle reti in nazionale ― Costa d'Avorio | Cronologia completa delle presenze e delle reti in nazionale ― Costa d'Avorio | Cronologia completa delle presenze e delle reti in nazionale ― Costa d'Avorio | Cronologia completa delle presenze e delle reti in nazionale ― Costa d'Avorio | Cronologia completa delle presenze e delle reti in nazionale ― Costa d'Avorio | Cronologia completa delle presenze e delle reti in nazionale ― Costa d'Avorio | Cronologia completa delle presenze e delle reti in nazionale ― Costa d'Avorio | Cronologia completa delle presenze e delle reti in nazionale ― Costa d'Avorio |
| Data                                                                          | Città                                                                         | In casa                                                                       | Risultato                                                                     | Ospiti                                                                        | Competizione                                                                  | Reti                                                                          | Note                                                                          |
| ----------------------------------------------------------------------------- | ----------------------------------------------------------------------------- | ----------------------------------------------------------------------------- | ----------------------------------------------------------------------------- | ----------------------------------------------------------------------------- | ----------------------------------------------------------------------------- | ----------------------------------------------------------------------------- | ----------------------------------------------------------------------------- |
| 29-1-2024                                                                     | Yamoussoukro                                                                  | Senegal                                                                       | 1 – 1 dts (4-5 dtr)                                                           | Costa d'Avorio                                                                | Coppa d'Africa 2023 - Ottavi di finale                                        | Franck Kessié (rig.)                                                          | Cap: S.Aurier                                                                 |
| 3-2-2024                                                                      | Bouaké                                                                        | Mali                                                                          | 1 – 2 dts                                                                     | Costa d'Avorio                                                                | Coppa d'Africa 2023 - Quarti di finale                                        | Simon Adingra Oumar Diakité                                                   | Cap: S.Aurier                                                                 |
| 7-2-2024                                                                      | Abidjan                                                                       | Costa d'Avorio                                                                | 1 – 0                                                                         | RD del Congo                                                                  | Coppa d'Africa 2023 - Semifinale                                              | Sébastien Haller                                                              | Cap: M.Gradel                                                                 |
| 11-2-2024                                                                     | Abidjan                                                                       | Nigeria                                                                       | 1 – 2                                                                         | Costa d'Avorio                                                                | Coppa d'Africa 2023 - Finale                                                  | Franck Kessié Sébastien Haller                                                | 3º Titolo Africano Cap: S.Aurier                                              |
| 23-3-2024                                                                     | Amiens                                                                        | Costa d'Avorio                                                                | 2 – 2                                                                         | Benin                                                                         | Amichevole                                                                    | Max Gradel Oumar Diakité                                                      | Cap: M.Gradel                                                                 |
| 26-3-2024                                                                     | Lens                                                                          | Uruguay                                                                       | 1 – 2                                                                         | Costa d'Avorio                                                                | Amichevole                                                                    | autorete Guéla Doué                                                           | Cap: F.Kessié                                                                 |
| 7-6-2024                                                                      | Korhogo                                                                       | Costa d'Avorio                                                                | 1 – 0                                                                         | Gabon                                                                         | Qual. Mondiali 2026                                                           | Seko Fofana                                                                   | Cap: F.Kessié                                                                 |
| 11-6-2024                                                                     | Lilongwe                                                                      | Kenya                                                                         | 0 – 0                                                                         | Costa d'Avorio                                                                | Qual. Mondiali 2026                                                           | -                                                                             | Cap: F.Kessié                                                                 |
| 6-9-2024                                                                      | Bouaké                                                                        | Costa d'Avorio                                                                | 2 – 0                                                                         | Zambia                                                                        | Qual. Coppa d'Africa 2025                                                     | 2 Jean-Philippe Krasso                                                        | Cap: F.Kessié                                                                 |
| 10-9-2024                                                                     | Yaoundé                                                                       | Ciad                                                                          | 0 – 2                                                                         | Costa d'Avorio                                                                | Qual. Coppa d'Africa 2025                                                     | Jean-Philippe Krasso Oumar Diakité                                            | Cap: F.Kessié                                                                 |
| 11-10-2024                                                                    | San Pédro                                                                     | Costa d'Avorio                                                                | 4 – 1                                                                         | Sierra Leone                                                                  | Qual. Coppa d'Africa 2025                                                     | Nicolas Pépé 2 Franck Kessié 1 (rig.) Oumar Diakité (rig.)                    | Cap: F.Kessié                                                                 |
| 15-10-2024                                                                    | Monrovia                                                                      | Sierra Leone                                                                  | 1 – 0                                                                         | Costa d'Avorio                                                                | Qual. Coppa d'Africa 2025                                                     | -                                                                             | Cap: F.Kessié                                                                 |
| Totale                                                                        |                                                                               | Presenze                                                                      | 12                                                                            |                                                                               | Reti                                                                          | 19                                                                            |                                                                               |

## Palmarès

### Allenatore
- Coppa d'Africa: 1

Costa d'Avorio: Costa d'Avorio 2023